# بي تي-7
بي تي-7 (بالروسية: БТ-7) دبابة فرسان سوفييتية بدأ إنتاجها في عام 1935 واستمر حتى العام 1940، تزن دبابة البي تي-7 نحو 11.5 طن ولم تتجاوز سماكة دروعها العشرين ملم إلا أنها مناسبة بمقاييس تلك الفترة، خفة دروع البي تي-7 ومحركها ذو الخمسمائة حصان منحاها سرعة عالية تصل إلى 72 كيلومترا بالساعة ومدى يصل إلى 460 كم، الاسم «بي تي-7» جاء من اختصار العبارة الروسية "Быстроходный танк" والتي تعني دبابة سريعة.